# Adolph Coors III
Adolph Coors III (12 januari 1915 – 9 februari 1960) was een Amerikaans zakenman, erfgenaam van de Coors Brewing Company en de kleinzoon van Adolph Coors.

## Leven en carrière
Coors werd geboren op 12 januari 1916 als zoon van Alice May (geboren Kistler; 1885–1970) en Adolph Coors II. He ging naar de Phillips Exeter Academy in New Hampshire. Zoals velen in zijn familie, inclusief zijn broer Joseph Coors, studeerde Adolph aan Cornell University, waar hij de president was van de Quill and Dagger vereniging en lid was van de Kappa Alpha Society. Coors was ook een semi-professioneel honkbalspeler.

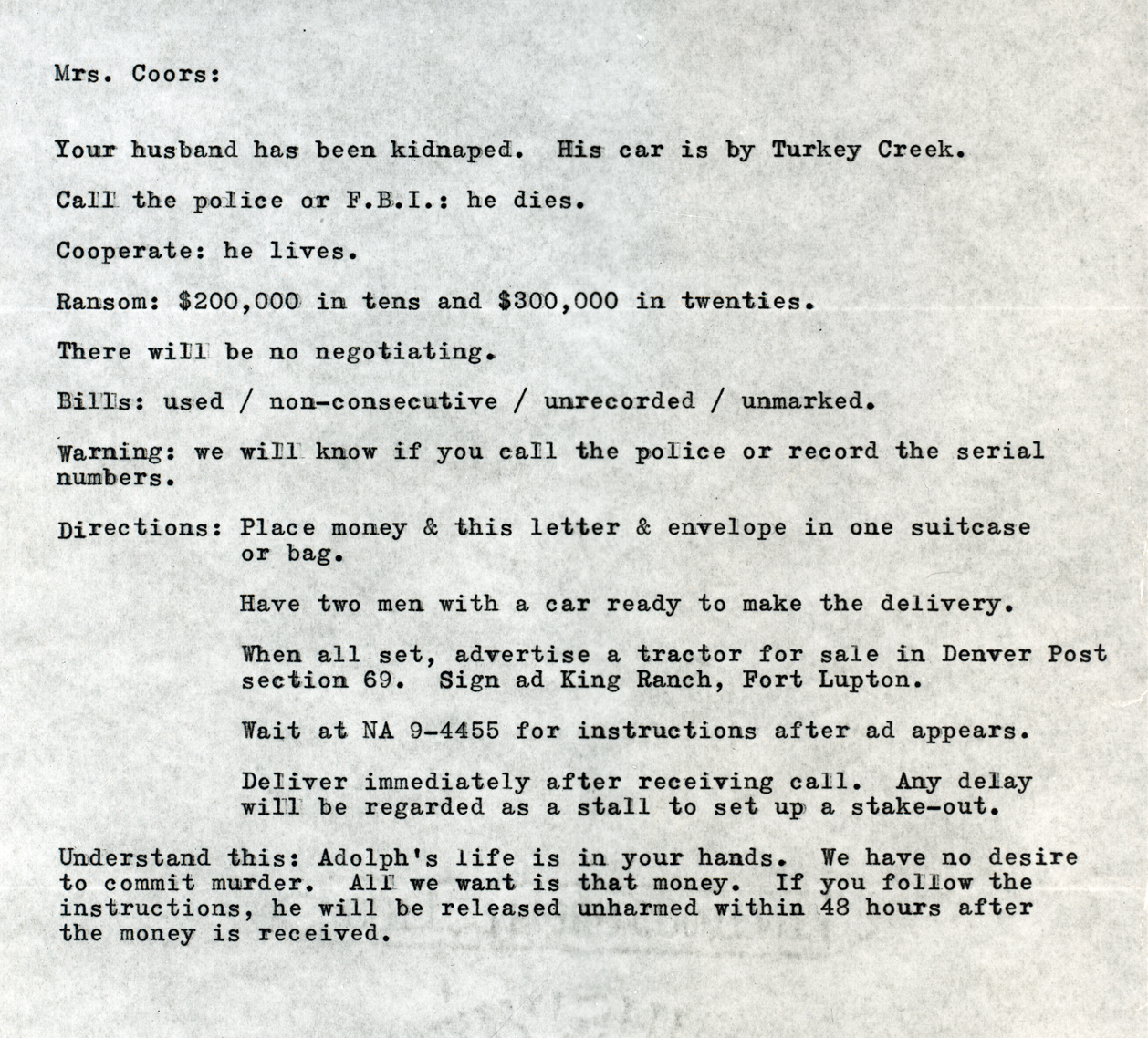
De losgeldbrief van de ontvoerder

Op 9 februari 1960 werd hij, op weg naar zijn werk, vermoord door Joseph Corbett in een mislukte ontvoeringspoging. In september werd het stoffelijk overschot van Coors door jagers gevonden in de buurt van Pikes Peak. Corbett werd na een internationale klopjacht opgepakt in Vancouver, Brits-Columbia in oktober van dat jaar.

## Nalatenschap
Als een fervent skiër werd Coors in 1998 opgenomen in de Colorado Ski and Snowboard Hall of Fame.